# Яйца (фильм)
«Яйца» (норв. Eggs) — художественный фильм норвежского режиссёра Бента Хамера. Первый полнометражный фильм, снятый им на собственной студии Bulbul Films. 
Премьера фильма состоялась на Каннском кинофестивале в 1995 году.

## Сюжет
Размеренная и уютная жизнь двух братьев, одиноко живущих в небольшом посёлке, меняется после появления неожиданного гостя. Выяснилось, что у одного из братьев, совершившего в далёкой молодости поездку в соседний город, оказался внебрачный ребёнок.
По просьбе тяжело больной матери, к ним был привезён Конрад — молодой человек, прикованный к инвалидной коляске, который вскоре нарушил идиллическое равновесие, царившее в доме до его появления.
Странное пристрастие Конрада к привезённой из дома коллекции птичьих яиц, которую тот почти никогда не выпускал из рук и требуемая каждое утро ритуальная порция молочно-бананового коктейля изменили привычную атмосферу аскетичной холостяцкой жизни.

## В ролях
- Сверре Хансен — Му
- Кьелл Стормоен — Па
- Лейф Андре — Конрад
- Юни Дар — Цилиндия Волунд
- Ульф Венгор — Вернон
- Тронд Хёвик — Блумдаль
- Альф Конрад Ольсен — Джим
- Лейф Мальмберг — Прист

## Награды
- 1995 — Премия Amanda Awards
  - Лучший актёр (Сверре Хансен и Кьелл Стормоен)
  - Лучший фильм (Бент Хамер)
- 1995 — Московский кинофестиваль
  - Награда жюри фонда Святой Анны за лучший дебют (Бент Хамер)
- 1995 — Международный кинофестиваль в Торонто
  - Специальный приз международной федерации кинопрессы ФИПРЕССИ (Бент Хамер)
- 1996 — Фестиваль Скандинавского кино в Руане
  - Приз зрительских симпатий (Бент Хамер)